# The Oogieloves in the Big Balloon Adventure
The Oogieloves in the Big Balloon Adventure is een Amerikaanse kinderfilm uit 2012. De film ontstond uit het idee van producent Kenn Viselman om een "interactieve film" te maken waarbij kleine kinderen worden gestimuleerd om tegen het scherm te schreeuwen, mee te zingen en dansen. De film is losjes gebaseerd op de kinderserie My Bedbugs uit 2004.

## Plot
Goobie, Zoozie, en Toofie gaan op zoek naar ballonnen voor het verjaardagsfeestje van Schluufy.

## Ontvangst
De film ontving erg slechte recensies en is heeft de slechtste opening van een grote Amerikaanse film aller tijden. In totaal wist de film maar 1 miljoen binnen te halen van zijn budget van 20 miljoen. De film was genomineerd voor twee Razzies maar won er geen.

## Rolverdeling
- Toni Braxton - Rosalie Rosebud
- Cloris Leachman - Dottie Rounder
- Christopher Lloyd - Lero Sombrero
- Chazz Palminteri - Marvin Milkshake
- Cary Elwes - Bobby Wobbly
- Jaime Pressly - Lola Sombrero